# Pleocoma sonomae
Pleocoma sonomae is een keversoort uit de familie Pleocomidae. De wetenschappelijke naam van de soort is voor het eerst geldig gepubliceerd in 1935 door Linsley.